# Arthur (desenho animado)
Arthur (Arthur no Brasil, e Artur em Portugal) é uma série de televisão canadense-estadunidense protagonizada por uma família de porcos-formigueiros, sucesso no mundo inteiro, produzida desde 1996. É baseada nos livros de Marc Brown, "As Aventuras de Arthur" (em inglês).

No Brasil foi exibido pela Record em 1998, pela Rede Globo em meados dos anos 2000, TV Cultura a partir de 8 de outubro de 2007, e também no canal Boomerang entre ode 2006 a 2008. Em Portugal, foi exibido pela RTP2 de 1997 a 2015.

## Enredo
A produção canadense conta as aventuras e desventuras de um porquinho-da-terra de oito anos, cujo maior charme é ser apenas uma criança normal. Acompanhado da irmã e dos amigos, ele consegue resolver os problemas que aparecem, sempre com imaginação, bondade e muito humor.  

## Personagens
- Arthur Read: é a estrela do show. Seu nome completo é Arthur Timothy Read, e ele tem vocação para ser uma espécie de "criança boa". Todas as crianças podem dizer respeito a suas frustrações, esperanças, sucessos e fracassos. A coisa mais importante para ele é explorar ativamente o mundo que o cerca. Ele sabe tocar piano muito bem.

- Dora Winfred(D.W.)Read: é a irmã de Arthur. Ela é precoce, independente, e um pouco dramática. Enquanto ela ama os erros de Arthur, ela também é muito leal a ele. É através de Arthur e D.W. que o desenho explora o desafio do relacionamento entre irmãos e sua fraqueza é seu nome dito alto.

- Buster Baxter: é o melhor amigo do Arthur. Ele é um garoto que adora comer, dizendo piadas, e tem um tempo muito pequeno para fazer trabalhos de casa. Ele é apenas uma criança que vive com sua mãe, Bitzi. Buster tem asma, mas ele não pára de ser ativo.

- Francine Frensky: é uma exploradora. Ela é, muitas vezes, excessivamente confiante e competitiva, mas é uma boa e fiel amiga. Ela adora esportes e tocar bateria. Ao contrário de sua melhor amiga, Muffy, Francine é de família mais modesta.

- Binky Barnes: tem nove anos, e está repetindo o terceiro grau. Ele é grande e é o valentão da escola. Ele tem um lado mais suave, que tenta esconder, mas seus interesses estão maravilhosamente diversificados.

- Cérebro: seu nome verdadeiro é Alan. É um simpático cabrito que tem uma inteligência incomum. Ele é esperto, mas não sabe tudo. Ele tem um grande interesse por esportes, e é especialmente qualificado no futebol.

- Muffy Crosswire: gosta de estar no comando. Ela vem de uma família muito rica, e utiliza isso para obter tudo o que quer. Às vezes ela tem dificuldade de compreender as parspectivas de outras pessoas, mas é uma grande amiga. Ama fazer compras. Ela tem um motorista particular e sempre anda em uma limousine preta, além de ser a melhor amiga de Francine.

- Ratburn: é o professor do terceiro grau. Ele é duro, mas justo e entusiástico. Toda dia ele dá lição de casa, mas os garotos gostam muito dele.

- Timmy e Tommy Tibble: são gêmeos que, geralmente são bons meninos, mas eles possuem uma excessiva e desgastante quantidade de energia. Eles vivem com a sua avó amorosa. Gostam de incomodar D.W.

- Pal: é o cão de Arthur. Através dele, Arthur ganha responsabilidade e companheirismo. Não gosta muito de D.W.

- Bebê Kate: é o mais novo membro da família Read. Tal como um bebê, ela faz barulhos estranhos. Ela consegue se comunicar com Pal e com outro animais. Através dela, Arthur e D.W. aprendem a ser bons irmãos mais velhos.

- Sr. Read: é o pai de Arthur. Ele gosta muito de cozinhar. Tal como muitos pais, ele está trabalhando para manter um equilíbrio entre sua vida e sua carreira em casa.

- Sra. Read: é a mãe de Arthur. Ela tem suas próprias práticas contabilísticas. Ela tem muito interesse no que seus filhos estão fazendo.

- Thora e Dave: são os avós de Arthur. Eles são muito dedicados. Através deles, o desenho explora as relações intergeracionais.

- Sue Ellen: é uma gatinha com histórias para contar. Ela tem aulas de karatê, e é muito criativa. Honesta, leal e amigável, ela vê muito bem as outras crianças. No episódio "A Chegada de Sue Ellen", ela disse que viajou para vários lugares no mundo com sua família.

- Prunella: está na quarta série, é um ano mais velha do que a maior parte dos outros garotos. É um pouco peculiar e sensível, mas ela também é muito doce. Ela lembra muitas vezes as crianças mais velhas e sábias e é muito generosa com seus conselhos.

- Emily: é uma das colegas de D.W.. Ela primeiro era amiga de D.W. nas aulas de atletismo, depois da escola, e mais tarde se tornou um personagem regular na série. Ela é melhor do que D.W. em muitas atividades, e D.W. muitas vezes tenta superar ela.

- Nadine: é a amiga imaginária de DW. Ela só fica visível quando está sozinha com D.W..

- Fern: é umas das personagens mais silenciosas da série. Gosta de linguagem, poesia e música. Embora muitas vezes ela pareça calma, Fern tem o espírito de uma animadora.

- George: é um garoto amigável e um pouco tímido. George tem dislexia, e prefere trabalhar com as mãos para leitura e escrita. É um pouco isolado do grupo escolar, devido aos seus constantes sangramentos nasais.

- Jenna: é uma personagem de menor grau na série (aparece em poucos episódios). Ela gosta de praticar badminton, ajuda o treinador de futebol e recebeu um prêmio de Atleta do Ano. Ela é alérgica a leite e sofre de enurese noturna.

- Molly: é uma das meninas mais duronas da escola. Ela é conhecida por dar bons conselhos. Molly tem o cabelo castanho curto que cobre completamente seus olhos.

- Olliver Frensky: é o pai de Francine. Possui vários empregos. No episódio "Arthur entra para o time" é o treinador do time de beisebol. Já no episódios "Papai, o lixeiro" ele é um lixeiro. E finalmente no episódio "Limpando o parque" ele é dono de uma agência que limpa o parque.

- Catherine Frensky: é a irmã mais velha de Francine. Possui em torno de dezesseis anos. Ela lê revistas para adolescentes e freqüentemente usa o telefone. Ela é invejada por Francine, uma vez que Francine acredita que seus pais favorecem mais a sua irmã mais velha e é a baba de arthur.

- Ed Crosswire: é o pai da Muffy. Está sempre tentando construir coisas para aumentar ainda mais a sua riqueza. Está sempre preocupado com a filha.

- Rubella: é a irmã mais velha de Prunella. Segundo o episódio "A vidente de araque", ela possui certos dotes de adivinhadora e vidente.

- Bitzi Baxter: é a mãe de Buster. Sempre está extremamente preocupada com o seu filho. Ela escreve colunas para o jornal da cidade de Elwood.

- Bo Baxter: é o pai de Buster e está sempre viajando, fazendo o pobre filho ter saudades dele, Buster coleciona fotos de seu pai em todos os lugares do mundo e Bo sabe pilotar aviões muito bem.

- Sr. Heaney: é o diretor da escola. Ele é, às vezes, um pouco infantil, fazendo atitudes absurdas.

- Sra. McGrady: é a cozinheira da escola. Ela é a pessoa certa para se procurar quando precisa de alguns conselhos. É um tanto desastrada.

## Premiações
A série foi vencedora de três prêmios Emmy para animações infantis.